# Мундагалиев, Жангалей
Жангалей Мундагалиев (1909 год, село Шидерты — 1978 год) — скотник колхоза имени Сталина Ташлинского района Чкаловской области. Герой Социалистического Труда (1953).

## Биография
Родился в 1909 году в бедной крестьянской семье в селе Шидерты.
Трудовую деятельность начал в раннем детстве. Трудился подпаском, затем — пастухом. С начала 1930-х годов — рядовой колхозник колхоза имени Ленина Ташлинского района. Участвовал в Великой Отечественной войне. Воевал при сражениях около Харькова, при обороне Ленинграда. После ранения в 1944 году демобилизовался. Трудился при восстановлении Ленинграда. После войны возвратился в Оренбургскую область, где работал скотником-пастухом нагульного гурта в колхозе имени Сталина (позднее — имени Ленина) Ташлинского района.
В своей работе добился выдающихся трудовых достижений. В 1952 году при выращивании 140 голов молодняка крупного рогатого скота получил в среднем по 833 грамм суточного привеса на одну голову скота. Указом Президиума Верховного Совета СССР от 26 августа 1953 года «за достижение высоких показателей в животноводстве при выполнении колхозом обязательных поставок и контрактации сельскохозяйственной продукции, натуроплаты за работу МТС и плана прироста поголовья по каждому виду скота и птицы» удостоен звания Героя Социалистического Труда с вручением Ордена Ленина и золотой медали Серп и Молот.
Неоднократно участвовал во Всесоюзной выставке ВДНХ.
Скончался в 1978 году.
Сочинения
- Мой опыт нагула скота [Текст] / Ж. Мундагалиев, скотник-пастух колхоза им. Сталина Ташлин. района, Герой Соц. Труда; [Лит. запись П. А. Тычинина]. — Оренбург : Кн. изд-во, 1960. — 10 с. : ил.; 20 см.

Награды
- Герой Социалистического Труда
- Орден Ленина
- Медаль «За доблестный труд в Великой Отечественной войне 1941—1945 гг.»
- 4 медали ВДНХ